# Mk 18 (гранатомет)

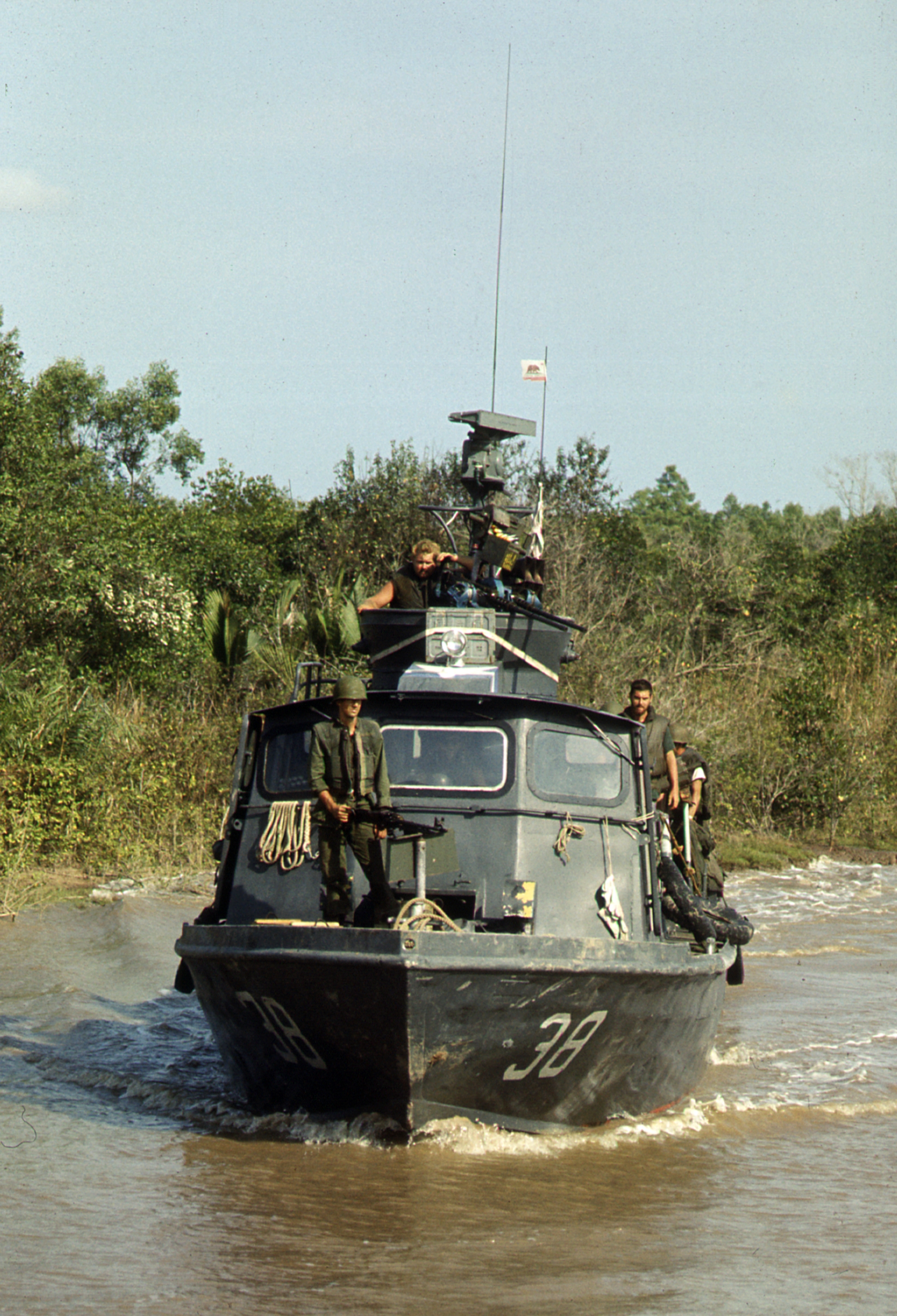
Гранатомет Mk 18 на патрульному катері (над спареними кулеметами .50 Browning M2)

Mk 18 Mod 0 — це 40×46 мм гранатомет, який використовували ВМС США під час війни у В'єтнамі. Був останньою відомою зброєю з важільним механізмом заряджання, як кулемет Гатлінга. Його замінив гранатомет Mk 19, який використовували ВПС США.

## Конструкція
Гранатомет, з ручним механізмом заряджання і стрічковим живленням, калібру 40 мм розроблений для атаки цілей осколково-фугасними гранатами. Темп стрільби складав 250 пострілів за хвилину на відстань від 328 до 2200 метрів. У зброї використано роторний роздільний затвор, тому це дозволяє живити зброю напряму, без використання зворотньо-поступального затвора, подачі гранати зі стрічки, викидання гільзи з камори та зброї. 40 мм гранатомет Mk 18 мав роздільний затвор, робота механізму заснована на синхронізації верхнього ротора з нижнім. У період з 1965 по 1968 компанія Honeywell Corporation and Aeronautical Products Division з Гопкінса (Міннесота) випустила приблизно 1200 гранатометів Mk 18 Mod 0, 40 мм.
Перший патент Honeywell отримали в 1964, проте, розробку було розпочато  наприкінці 1962. Спочатку ця концепція була запропонована під час вивчення поведінки детонаторів для боєприпасів гранатомета M79. Honeywell передбачав необхідність створення простих, недорогих і надзвичайно рухомих швидкострільних засобів, які могли б забезпечити команду з двох осіб ефективним засобом доставки великої кількості осколкових гранат в обмеженому діапазоні, в першу чергу для стримання та оборони. Розробка 40 мм гранати дозволила створити зброю з роздільним затвором дуже легкою і простою.

### Результати тестування
За результатами випробування прототипа гранатомета 40 мм Mk 18 Mod 0 розробки Honeywell Inc. може відстріляти 5000 набоїв без збоїв, викликаних зносом деталей. Проте, протягом випробувань, продуктивність гранатомета, особливо протягом перших 3000 пострілів, була незадовільною через великі затримки в темпі стрільби, оскільки були проблеми в стрічковому живленні, в невдалому виступаючому ударнику і грубій циклічній дії зброї при високому темпі стрільби. Було також рекомендовано модифікувати механізм стрільби щоб запобігти передчасному пострілу при переході ударника з безпечної позиції на бойовий звід.
Оскільки, незабаром, цю концепцію визнати застарілою, через появу гранатомета Mk 19, ВМС США замовили трохи більше 500 одиниць в Honeywell, Inc, яка заробила зброю в 1963, вартість контракта становила більше $750,000. Гранатомет можна було встановити на низьку триногу. Легка зброя могла стріляти на відстань до 375 метрів з темпом 250 пострілів за хвилину. Планувалося встановити гранатомети над кулеметами .50 калібру в кормі річкових патрульних катерів. За повний оберт важеля відбувалося два постріли, у положенні важеля на 3 та 9 годин відбувалося заряджання, а постріли відбувалися в положенні важеля на 6 та 12. У тильній частині гранатомета розташовувалася трипозиційна кнопка з положеннями «вогонь», «запобіжник» та «заряджання». Вага коробки на 48 набоїв для ВМС становила 15 кг. Для польових умов використовували 8-кілограмову коробку на 24 набої. Стрічки живлення заряджали вручну і їх можна було використати до п'яти разів.
Гранатомет Mark 18 загалом використовували на невеликих катерах або на стаціонарних позиціях, таких як бункери; основним операторами були так звані «річкові щури» та команди морських котиків. Гранатомети можна було встановлювати на триноги M2HB, M60, M1919 або на шкворні.

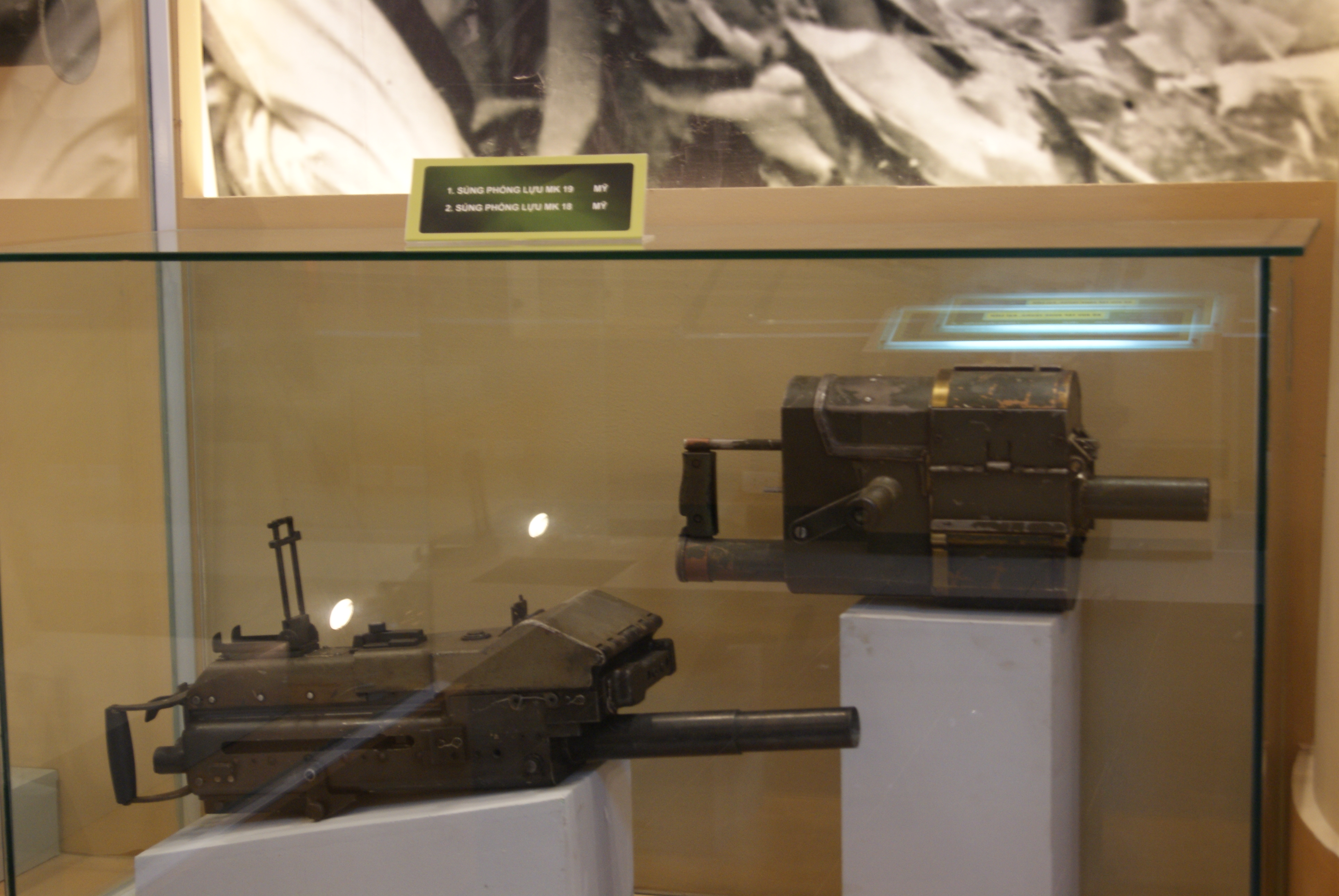
Гранатомет Mk 18 (згори) експозиція ханнойського збройного музею